# Vote populaire à l'élection présidentielle américaine

Résultat de l'élection présidentielle de 1972, à l'issue de laquelle le président sortant républicain Richard Nixon est réélu après avoir remporté 49 des 50 États, ainsi qu'avec une 23,1 points d'avance dans le vote populaire.

Le vote populaire dans les élections présidentielles américaines désigne une compétition symbolique pour obtenir le grand nombre de suffrages dans le pays. La victoire dans le vote populaire a peu d'effets dans la mesure où le président et le vice-président des États-Unis sont élus par un collège électoral composé de grands électeurs élus dans chaque État.

## Victoires au vote populaire et au collège électoral

### Plus gros écarts depuis 1900

#### Avant la Seconde Guerre mondiale
- 1920 : Warren G. Harding (Parti républicain) devance James Middleton Cox de 26,2 points
- 1924 : Calvin Coolidge (Parti républicain) devance John W. Davis de 25,2 points
- 1936 : Franklin Delano Roosevelt (Parti démocrate) devance Alf Landon de 24,3 points
- 1904 : Theodore Roosevelt (Parti républicain) devance Alton Parker de 18,8 points

#### Après la Seconde Guerre mondiale
- 1972 : Richard Nixon (Parti républicain) devance George McGovern de 23,1 points
- 1964 : Lyndon B. Johnson (Parti démocrate) devance Barry Goldwater de 22,6 points
- 1984 : Ronald Reagan (Parti républicain) devance Walter Mondale de 18,2 points
- 1956 : Dwight D. Eisenhower (Parti républicain) devance Adlai Stevenson de 15,4 points
- 1952 : Dwight D. Eisenhower (Parti républicain) devance Adlai Stevenson de 10,9 points
- 1980 : Ronald Reagan (Parti républicain) devance Jimmy Carter de 9,7 points
- 1996 : Bill Clinton (Parti démocrate) devance Bob Dole de 8,5 points
- 1988 : George H. W. Bush (Parti républicain) devance Michael Dukakis de 7,7 points
- 2008 : Barack Obama (Parti démocrate) devance John McCain de 7,3 points

#### Analyse

Lors de l'élection de 1920, le républicain Warren G. Harding obtient une avance à ce jour jamais égalée dans le vote populaire, devançant de 26 points James Middleton Cox (toutefois majoritaire dans le Sud profond).

En 1972, le républicain Richard Nixon est réélu avec la plus forte avance de l'après-guerre dans le vote populaire.

Après la Première Guerre mondiale, les victoires des républicains Warren G. Harding (1920) et Calvin Coolidge (1924) sont les plus larges des XXe et XXIe siècles (avec respectivement 26,2 et 25,2 points de pourcentage).
Le démocrate Franklin Delano Roosevelt et le républicain Dwight D. Eisenhower sont les seuls à avoir gagné plusieurs duels par des écarts à deux chiffres, Ronald Reagan s'en approchant de justesse.
À ce jour, le républicain Richard Nixon détient le record du plus gros écart dans le vote populaire d'après-guerre en ayant distancé George McGovern de 23 points en 1972, aux prémisses de l'affaire du Watergate et douze ans après avoir été battu de justesse par John Fitzgerald Kennedy,. Lyndon B. Johnson, devenu président à la suite de l'assassinat de Kennedy, l'emporte également de façon massive en 1964, tout comme Ronald Reagan en 1984.

### Plus faibles écarts depuis 1900

#### Avant la Seconde Guerre mondiale
- 1916 : Woodrow Wilson (Parti démocrate) devance Charles Evans Hughes par 3,1 points

#### Après la Seconde Guerre mondiale
- 1960 : John Fitzgerald Kennedy (Parti démocrate) devance Richard Nixon de 0,2 point
- 1968 : Richard Nixon (Parti républicain) devance Hubert Humphrey de 0,7 point
- 2024 : Donald Trump (Parti républicain) devance Kamala Harris d'1,5 point
- 1976 : Jimmy Carter (Parti démocrate) devance Gerald Ford de 2,1 points
- 2004 : George W. Bush (Parti républicain) devance John Kerry de 2,5 points
- 2012 : Barack Obama (Parti démocrate) devance Mitt Romney de 3,9 points
- 2020 : Joe Biden (Parti démocrate) devance Donald Trump de 4,5 points
- 1948 : Harry S. Truman (Parti démocrate) devance Thomas Dewey de 4,5 point
- 1992 : Bill Clinton (Parti démocrate) devance George H. W. Bush de 5,6 points

#### Analyse
Les faibles écarts constatés à partir de 1976 n'ont pas empêché tous les présidents élus depuis d'obtenir au moins 330 grands électeurs, à l'exception de George W. Bush (2000 et 2004), Joe Biden et Donald Trump. Le scrutin le plus serré fut gagné par JFK en 1960, face à Nixon, à qui le soutien d'Einsenhower en fin de campagne permet de refaire le terrain cédé lors du premier débat télévisé de l'histoire.
Quasi-égalité en 1968 aussi au terme d'une campagne exceptionnellement « agitée », quatre ans après la réélection plébiscitaire de Lyndon B. Johnson, qui a créé la stupeur en se retirant le 31 mars 1968 avec le souhait d'arrêter les bombardements au Vietnam, ne laissant que sept mois à son remplaçant pour faire campagne. Quatre jours après, c'est l'assassinat de Martin Luther King, suivi des émeutes de Chicago (onze morts), puis de celui de Francis Kennedy. L'ex-gouverneur démocrate de l'Alabama devenu indépendant, George Wallace, taille des croupières aux Démocrates dans le Sud, permettant à Nixon une élection de justesse, puis une réélection triomphale en 1972 lorsque le même 3ème homme rafle à nouveau les Etats-du Sud, qui échappaient déjà aux démocrates depuis 1964, en réaction à leurs politiques de déségrégation.

En jaune, la percée de l'indépendant Wallace lors de l'élection agitée et extrêmement serrée de 1968, marquée par le retrait-surprise du grand vainqueur de 1964, Lyndon B. Johnson.

Très serrée aussi, l'élection de 2000 voit Al Gore gagner le vote populaire mais battu après un mois d'attente des résultats de de Floride, que Bush emporte de seulement 537 voix. Dans son arrêt Bush v. Gore du 12 décembre 2000, la Cour suprême des États-Unis déclare anticonstitutionnel, par 7 voix contre 2, le recompte manuel ordonné par la  Cour suprême de Floride et par 5 voix contre 4, qu'il est impossible d’en effectuer un dans les délais impartis par la Constitution des États-Unis, annulant l'ultime recomptage manuel des voix en cours dans le comté de Miami-Dade.
Le scandale du Watergate pèse d'abord sur l'élection de 1976. Jimmy Carter prend jusqu'à 33 points d'avance en juillet dans les sondages, réduite à 18 points à la fin août puis anéantie en seulement deux mois, Carter reconnaissant deux fautes stratégiques, la promesse d'amnistier les déserteurs de la guerre du Viêt Nam puis en septembre l'interview au magazine Playboy, où il parle d'attirance pour d'autres femmes que la sienne, y revenant lui-même maladroitement peu près dans le deuxième débat télévisé. Se succèdent ainsi à chaque fois, au fils de cinq élections de 1960 à 1976, des scores très large et très serrés.
Le scrutin de 2024 voit le quatrième plus faible écart en 124 ans, même si le président élu Donald Trump revendique « la victoire la plus incroyable que les États-Unis aient connue ». Les services de fact checking de TF1, Franceinfo et Ouest-France tempèrent : la plupart des autres présidents avaient obtenu des majorités plus importantes,.

### Synthèse des élections avec vainqueur majoritaire au vote populaire
Les élections présidentielles américaines de 2020 et 2024 voient de nouveau des présidents élus avec une majorité du vote populaire, comme ce fut le cas pour les deux élections de Barack Obama, la seconde de George W. Bush, les deux de Bill Clinton, celle de Georges H.W. Bush, les deux de Ronald Reagan et celle de Jimmy Carter. Les Républicains ont emporté 16 des 31 élections tenues depuis 1900.
| - Républicain-démocrate (DR) - Démocrate (D) - Républicain (R) | - Républicain-démocrate (DR) - Démocrate (D) - Républicain (R) | - Républicain-démocrate (DR) - Démocrate (D) - Républicain (R) | - Républicain-démocrate (DR) - Démocrate (D) - Républicain (R) | - Républicain-démocrate (DR) - Démocrate (D) - Républicain (R) | - Républicain-démocrate (DR) - Démocrate (D) - Républicain (R) | - Républicain-démocrate (DR) - Démocrate (D) - Républicain (R) | - Républicain-démocrate (DR) - Démocrate (D) - Républicain (R) | - Républicain-démocrate (DR) - Démocrate (D) - Républicain (R) | - Républicain-démocrate (DR) - Démocrate (D) - Républicain (R) | - Républicain-démocrate (DR) - Démocrate (D) - Républicain (R) | - Républicain-démocrate (DR) - Démocrate (D) - Républicain (R) | - Républicain-démocrate (DR) - Démocrate (D) - Républicain (R) | - Républicain-démocrate (DR) - Démocrate (D) - Républicain (R) |  |
| Élection                                                       | Vainqueur, et son parti                                        | Vainqueur, et son parti                                        | Vainqueur, et son parti                                        | Collège électoral                                              | Collège électoral                                              | Vote populaire                                                 | Vote populaire                                                 | Vote populaire                                                 | Vote populaire                                                 | Candidat arrivé en second, et son parti                        | Candidat arrivé en second, et son parti                        | Candidat arrivé en second, et son parti                        | Participation                                                  |  |
|                                                                |                                                                |                                                                |                                                                | Grands électeurs                                               | GE en %                                                        | Total des voix                                                 | Écart en voix                                                  | Total en %                                                     | Écart en %                                                     |                                                                |                                                                |                                                                | %                                                              |  |
| -------------------------------------------------------------- | -------------------------------------------------------------- | -------------------------------------------------------------- | -------------------------------------------------------------- | -------------------------------------------------------------- | -------------------------------------------------------------- | -------------------------------------------------------------- | -------------------------------------------------------------- | -------------------------------------------------------------- | -------------------------------------------------------------- | -------------------------------------------------------------- | -------------------------------------------------------------- | -------------------------------------------------------------- | -------------------------------------------------------------- |  |
| 1900                                                           | William McKinley                                               |                                                                | R                                                              | 292/538                                                        | 54,57%                                                         | NC                                                             | NC                                                             | 51,66%                                                         | +6,11 pts                                                      | William Jennings Bryan                                         |                                                                | D                                                              | 73,2%                                                          |  |
| 1904                                                           | Theodore Roosevelt                                             |                                                                | R                                                              | 336/538                                                        | 62,74%                                                         | NC                                                             | NC                                                             | 56,4%                                                          | +18,8 pts                                                      | Alton Parker                                                   |                                                                | R                                                              | 65,2%                                                          |  |
| 1908                                                           | William Howard Taft                                            |                                                                | R                                                              | 321/538                                                        | 60,00%                                                         | NC                                                             | NC                                                             | 51,6%                                                          | +8,6 pts                                                       | William Jennings Bryan                                         |                                                                | D                                                              | 65,4%                                                          |  |
| 1912                                                           | Woodrow Wilson                                                 |                                                                | D                                                              | 435/538                                                        | 85,85%                                                         | NC                                                             | NC                                                             | 41,8%                                                          | +14,4 pts                                                      | Theodore Roosevelt                                             |                                                                | R                                                              | 58,8%                                                          |  |
| 1916                                                           | Woodrow Wilson]                                                |                                                                | D                                                              | 277/538                                                        | 51,38%                                                         | NC                                                             | NC                                                             | 49,2%                                                          | +3,1 pts                                                       | Charles Evans Hughes                                           |                                                                | R                                                              | 61,06%                                                         |  |
| 1920                                                           | Warren G. Harding                                              |                                                                | R                                                              | 404/538                                                        | 75,09%                                                         | NC                                                             | NC                                                             | 60,4%                                                          | +26,03 pts                                                     | James Middleton Cox                                            |                                                                | D                                                              | 49,20%                                                         |  |
| 1924                                                           | Calvin Coolidge                                                |                                                                | R                                                              | 385/538                                                        | 71,59%                                                         | NC                                                             | NC                                                             | 54,03%                                                         | +25,21 pts                                                     | John W. Davis                                                  |                                                                | D                                                              | 48,09%                                                         |  |
| 1928                                                           | Herbert Hoover                                                 |                                                                | R                                                              | 444/538                                                        | 82,52%                                                         | NC                                                             | NC                                                             | 56,31%                                                         | +17,4 pts                                                      | Al Smith                                                       |                                                                | D                                                              | 56,09%                                                         |  |
| 1932                                                           | Franklin Delano Roosevelt                                      |                                                                | D                                                              | 472/538                                                        | 88,68%                                                         | NC                                                             | NC                                                             | 57,41%                                                         | +17,76 pts                                                     | Herbert Hoover                                                 |                                                                | R                                                              | 52,55%                                                         |  |
| 1936                                                           | Franklin Delano Roosevelt                                      |                                                                | D                                                              | 523/538                                                        | 97,31%                                                         | NC                                                             | NC                                                             | 60,79%                                                         | +24,25 pts                                                     | Alf Landon                                                     |                                                                | R                                                              | 56,93%                                                         |  |
| 1940                                                           | Franklin Delano Roosevelt                                      |                                                                | D                                                              | 449/538                                                        | 89,39%                                                         | NC                                                             | NC                                                             | 54,69%                                                         | +9,92 pts                                                      | Wendell Willkie                                                |                                                                | R                                                              | 58,79%                                                         |  |
| 1944                                                           | Franklin Delano Roosevelt                                      |                                                                | D                                                              | 432/538                                                        | 80,29%                                                         | NC                                                             | NC                                                             | 53,33%                                                         | +7,48 pts                                                      | Thomas Dewey                                                   |                                                                | R                                                              | 56,07%                                                         |  |
| 1948                                                           | Harry S. Truman                                                |                                                                | D                                                              | 303/538                                                        | 56,31%                                                         | 43 129 040                                                     | 15 953 886                                                     | 45,51%                                                         | +0,48 pts                                                      | Thomas Dewey                                                   |                                                                | R                                                              | 51,10%                                                         |  |
| 1952                                                           | Dwight D. Eisenhower                                           |                                                                | R                                                              | 442/538                                                        | 82,15%                                                         | 34 075 529                                                     | 6 700 439                                                      | 55,36%                                                         | +10,89 pts                                                     | Adlai Stevenson                                                |                                                                | D                                                              | 61,6%                                                          |  |
| 1956                                                           | Dwight D. Eisenhower                                           |                                                                | R                                                              | 457/538                                                        | 84,94%                                                         | 35 579 180                                                     | 9 551 152                                                      | 57,36%                                                         | +15,40 pts                                                     | Adlai Stevenson                                                |                                                                | D                                                              | 59,35%                                                         |  |
| 1960                                                           | John Fitzgerald Kennedy                                        |                                                                | D                                                              | 303/538                                                        | 56,31%                                                         | 34 220 984                                                     | 812 127                                                        | 49,72%                                                         | +0,17% pts                                                     | Richard Nixon                                                  |                                                                | R                                                              | 62,77%                                                         |  |
| 1964                                                           | Lyndon Johnson                                                 |                                                                | D                                                              | 486/538                                                        | 90,33%                                                         | 43 129 040                                                     | 15 953 886                                                     | 61,05%                                                         | +22,55 pts                                                     | Barry Goldwater                                                |                                                                | R                                                              | 61,92%                                                         |  |
| 1968                                                           | Richard Nixon                                                  |                                                                | D                                                              | 301/538                                                        | 55,45%                                                         | 31 783 783                                                     | 511 850                                                        | 43,42%                                                         | +0,60 pts                                                      | Hubert Humphrey                                                |                                                                | R                                                              | 60,84%                                                         |  |
| 1972                                                           | Richard Nixon                                                  |                                                                | R                                                              | 520/538                                                        | 96,65%                                                         | 46 740 323                                                     | 17 838 725                                                     | 60,7%                                                          | +23,2 pts                                                      | George McGovern                                                |                                                                | D                                                              | 55,21%                                                         |  |
| 1976                                                           | Jimmy Carter                                                   |                                                                | D                                                              | 297/538                                                        | 55,30%                                                         | 40 831 881                                                     | 1 683 247                                                      | 50,08%                                                         | + 2,07 pts                                                     | Gerald Ford                                                    |                                                                | R                                                              | 53,08%                                                         |  |
| 1980                                                           | Ronald Reagan                                                  |                                                                | R                                                              | 489/538                                                        | 90,89%                                                         | 43 903 230                                                     | 8 423 115                                                      | 50,75 %                                                        | + 9,74 pts                                                     | Jimmy Carter                                                   |                                                                | D                                                              | 52,56 %                                                        |  |
| 1984                                                           | Ronald Reagan                                                  |                                                                | R                                                              | 531/538                                                        | 97,77%                                                         | 54 455 472                                                     | 16 868 287                                                     | 58,77%                                                         | + 18,21 pts                                                    | Walter Mondale                                                 |                                                                | D                                                              | 53,27%                                                         |  |
| 1988                                                           | George H. W. Bush                                              |                                                                | R                                                              | 426/538                                                        | 79,18%                                                         | 48 886 597                                                     | 7 077 121                                                      | 53,37 %                                                        | +7,72 pts                                                      | Michael Dukakis                                                |                                                                | D                                                              | 50,16%                                                         |  |
| 1992                                                           | Bill Clinton                                                   |                                                                | D                                                              | 370/538                                                        | 68,67 %                                                        | 44 909 889                                                     | 5 805 339                                                      | 43,01 %                                                        | + 5,56 pts                                                     | George H. W. Bush                                              |                                                                | R                                                              | 55,24 %                                                        |  |
| 1996                                                           | Bill Clinton                                                   |                                                                | D                                                              | 379/538                                                        | 70,44 %                                                        | 54 341 770                                                     | 8 221 716                                                      | 49,23 %                                                        | + 8,52 pts                                                     | Bob Dole                                                       |                                                                | R                                                              | 49 %                                                           |  |
| 2004                                                           | George W. Bush                                                 |                                                                | R                                                              | 286/538                                                        | 53,15%                                                         | 62 040 610                                                     | 3 012 186                                                      | 50,73%                                                         | +2,46% pts                                                     | John Kerry                                                     |                                                                | D                                                              | 56,70%                                                         |  |
| 2008                                                           | Barack Obama                                                   |                                                                | D                                                              | 365/538                                                        | 67,84 %                                                        | 69 498 516                                                     | 9 549 892                                                      | 52,93 %                                                        | + 7,28 pts                                                     | John McCain                                                    |                                                                | R                                                              | 58,23 %                                                        |  |
| 2012                                                           | Barack Obama                                                   |                                                                | D                                                              | 332/538                                                        | 61,71 %                                                        | 65 915 795                                                     | 4 982 291                                                      | 51,06 %                                                        | + 3,86 pts                                                     | Mitt Romney                                                    |                                                                | R                                                              | 58,23 %                                                        |  |
| 2020                                                           | Joe Biden                                                      |                                                                | D                                                              | 306/538                                                        | 56,87%                                                         | 81 268 924                                                     | 7 052 770                                                      | 51,31 %                                                        | + 4,42 pts                                                     | Donald Trump                                                   |                                                                | R                                                              | 66,77%                                                         |  |
| 2024                                                           | Donald Trump                                                   |                                                                | R                                                              | 312/538                                                        | 57,99 %                                                        | 77 302 580                                                     | 2 284 967                                                      | 49,80 %                                                        | + 1,48 pts                                                     | Kamala Harris                                                  |                                                                | D                                                              | NC                                                             |  |

## Élections de présidents minoritaires au vote populaire
Ce sont les grands électeurs, désignés État par État, qui en décembre, élisent le « nouveau président » des États-Unis,. De ce fait, il peut différer de celui qui aurait été issu d'une élection directe au niveau de l'ensemble des États-Unis. C'est pourquoi on oppose parfois le résultat théorique de ce vote populaire à celui via les grands électeurs,.
La discordance entre le résultat d'une élection présidentielle américaine fondée sur le vote des grands électeurs et celui qui résulterait d'un « vote populaire » peut être considérablement accrue par la règle dite « winner-takes-all » selon laquelle la totalité des voix des grands électeurs d'un État est acquise au candidat vainqueur dans cet État. Cette règle s'applique en effet dans tous les États des États-Unis à l'exception du Maine et du Nebraska, qui répartissent leurs grands électeurs sur une base proportionnelle. Ainsi par exemple, selon cette règle du « winner-takes-all », le candidat aux élections présidentielles arrivé en tête en Floride obtiendra les voix des 29 grands électeurs de l'État, qu'il gagne par deux millions de voix d'écart ou seulement par vingt voix.
La liste des élections avec vainqueur minoritaire au vote populaire est exceptionnel mais autorisé par la Constitution des États-Unis. Il s'est produit deux fois au cours des seize premières années du XXIe siècle, l'écart de trois millions de voix 2016 étant un record pour un vainqueur minoritaire. George W. Bush a perdu le vote populaire et sa victoire a été entérinée après de longs recomptages en Floride, après avoir battu Al Gore en 2000, alors que certains élus démocrates « réclament depuis longtemps » la suppression de ce système électoral.
La liste des élections débouchant sur un président vainqueur minoritaire au vote populaires inclut les scrutins où le président élu n'a pas « obtenu la majorité relative du vote populaire », et non pas « la majorité absolue du vote populaire ». En 1968, 1992 et 1996, plus de deux candidats en lice ont obtenu au moins 10%, induisant une majorité relative. Entre 1824 et 2008, sur les 47 élections présidentielles américaines, dix-huit vainqueurs ont obtenu un résultat minoritaire, ne recueillant qu’une majorité relative, inférieure à 50 % du total des suffrages exprimés à travers tout le pays. Par exemple, lors de l'élection de 1860, au seuil de la guerre de Sécession et dans un pays divisé, Abraham Lincoln est élu par le Collège électoral, mais n’obtient que 39,3 % du vote populaire. Plus récemment, Richard Nixon n'obtient que 43,4 % du vote populaire en 1968 du fait des 13,5 % obtenus par le troisième homme, George Wallace ; et Bill Clinton, avec 49,24 % du vote populaire lors de l'élection présidentielle américaine de 1996, échoue à atteindre la majorité des voix, Ross Perot ayant obtenu 8,40 % du vote populaire.
| - Républicain-démocrate (DR) - Démocrate (D) - Républicain (R) | - Républicain-démocrate (DR) - Démocrate (D) - Républicain (R) | - Républicain-démocrate (DR) - Démocrate (D) - Républicain (R) | - Républicain-démocrate (DR) - Démocrate (D) - Républicain (R) | - Républicain-démocrate (DR) - Démocrate (D) - Républicain (R) | - Républicain-démocrate (DR) - Démocrate (D) - Républicain (R) | - Républicain-démocrate (DR) - Démocrate (D) - Républicain (R) | - Républicain-démocrate (DR) - Démocrate (D) - Républicain (R) | - Républicain-démocrate (DR) - Démocrate (D) - Républicain (R) | - Républicain-démocrate (DR) - Démocrate (D) - Républicain (R) | - Républicain-démocrate (DR) - Démocrate (D) - Républicain (R) | - Républicain-démocrate (DR) - Démocrate (D) - Républicain (R) | - Républicain-démocrate (DR) - Démocrate (D) - Républicain (R) | - Républicain-démocrate (DR) - Démocrate (D) - Républicain (R) |
| Élection                                                       | Vainqueur, et son parti                                        | Vainqueur, et son parti                                        | Vainqueur, et son parti                                        | Collège électoral                                              | Collège électoral                                              | Vote populaire                                                 | Vote populaire                                                 | Vote populaire                                                 | Vote populaire                                                 | Candidat arrivé en second, et son parti                        | Candidat arrivé en second, et son parti                        | Candidat arrivé en second, et son parti                        | Participation                                                  |
|                                                                |                                                                |                                                                |                                                                | Votes                                                          | %                                                              | Votes                                                          | Marge                                                          | %                                                              | Marge                                                          |                                                                |                                                                |                                                                | %                                                              |
| -------------------------------------------------------------- | -------------------------------------------------------------- | -------------------------------------------------------------- | -------------------------------------------------------------- | -------------------------------------------------------------- | -------------------------------------------------------------- | -------------------------------------------------------------- | -------------------------------------------------------------- | -------------------------------------------------------------- | -------------------------------------------------------------- | -------------------------------------------------------------- | -------------------------------------------------------------- | -------------------------------------------------------------- | -------------------------------------------------------------- |
| 1824                                                           | John Quincy Adams                                              |                                                                | DR                                                             | 84/261                                                         | 32,18 %                                                        | 113 122                                                        | −38 149                                                        | 30,92 %                                                        | − 10,44 pts                                                    | Andrew Jackson                                                 |                                                                | DR                                                             | 26,9 %                                                         |
| 1876                                                           | Rutherford B. Hayes                                            |                                                                | R                                                              | 185/369                                                        | 50,14 %                                                        | 4 034 311                                                      | −254 235                                                       | 47,92 %                                                        | − 3,02 pts                                                     | Samuel J. Tilden                                               |                                                                | D                                                              | 81,8 %                                                         |
| 1888                                                           | Benjamin Harrison                                              |                                                                | R                                                              | 233/401                                                        | 58,10 %                                                        | 5 443 892                                                      | −90 596                                                        | 47,80 %                                                        | − 0,79 pt                                                      | Grover Cleveland                                               |                                                                | D                                                              | 79,3 %                                                         |
| 2000                                                           | George W. Bush                                                 |                                                                | R                                                              | 271/538                                                        | 50,37 %                                                        | 50 456 002                                                     | −543 895                                                       | 47,87 %                                                        | − 0,51 pt                                                      | Al Gore                                                        |                                                                | D                                                              | 51,2 %                                                         |
| 2016                                                           | Donald Trump                                                   |                                                                | R                                                              | 304/538                                                        | 55,50 %                                                        | 62 984 828                                                     | −2 868 686                                                     | 46,09 %                                                        | − 2,09 pts                                                     | Hillary Clinton                                                |                                                                | D                                                              | 55,7 %                                                         |

## Portée du vote populaire et critiques du système indirect

### Biais démographiques
Le système a selon Le Monde des biais électoraux liés à la démographie : un État ne pouvant avoir moins de trois grands électeurs, certains représentant seulement 4 % de la population se voient attribuer 8 % des grands électeurs. La Californie, malgré son poids croissant dans le vote populaire a elle un nombre de grands électeurs inchangés.

### Harcèlement publicitaire dans lesswing states
Selon le quotidien américain The Washington Post, en cas de suffrages directs, les stratégies électorales des candidats seraient complètement différentes. En effet, dans le système actuel, ils concentrent leurs efforts dans les États où ils sont au coude à coude (« swing states »), car remporter la victoire dans un État revient à emporter la totalité des grands électeurs de cet État, selon la règle dite « winner-takes-all ». Dans un système à suffrages directs, les candidats feraient campagne dans tous les États et les électeurs républicains domiciliés dans un État acquis à un camp iraient voter en plus grand nombre. En 2016, environ 90 % des efforts de campagne des deux candidats se sont concentrés sur une douzaine d'États,,.

### Soupçons de fraude
Les soupçons de fraude émergent en 1960 avec la victoire étroite de Kennedy face à Nixon et en 2000 quand George W. Bush est élu de justesse mais perd d'extrême justesse le vote populaire. C'est aussi le cas quand l'« écart de 2 millions de voix » en faveur de Clinton est jugé « incroyable » par Le Monde le 24 novembre 2016, alors qu'il sera même au final de 3 millions, car elle « n’a pas gagné l’élection, ce qui relance les soupçons de fraude et les critiques du système électoral ».
Avant même ce résultat de 2016, qui ensuite s'avérera en sa faveur, Trump dénonçait un possible trucage des résultats, avant que « le doute ne change de camp »: le 22 novembre, des experts en sécurité informatique et des avocats ont identifié un déficit de 7 % des votes démocrates dans les sites équipés de machines électroniques, bannies depuis plusieurs années en Californie pour éviter les suspicions, et appelé Clinton à demander un comptage manuel dans certains comtés du Michigan, de Pennsylvanie et du Wisconsin,.
En 2016, environ 4,6 millions d’internautes ont signé adressée aux 149 grands électeurs pour leur demander de choisir « celle qui a gagné le vote populaire » et selon Le Monde, depuis la création des États-Unis, 157 grands électeurs n’ont pas respecté leur parole et accepté de voter pour le président de l'autre parti, même s'ils sont globalement choisis parmi les élus ou les cadres du parti.
Lors de l'élection de 2020, gagnée elle par Biden, la presse découvre une semaine après, qu'il a réuni un nombre de voix « historique », avec 80 millions, très au-dessus du record précédent, les 69 millions d'Obama en 2008, lui aussi dépassé par Trump, qui conteste cependant l'issue, malgré un vote populaire perdu sur un écart de 7 millions de voix, plus de deux fois plus que l'écart en sa défaveur de 2016.

### Soupçons de président «mal élu»
Il se peut qu'un président américain élu sans avoir « remporté » le vote populaire soit considéré comme « mal élu », et donc amené à mettre de l'eau dans son vin, ou chercher des compromis au moment de présenter des réformes.

## Participation
Au XXe siècle, l'élection de 1996 marque un point bas dans la participation à la présidentielle, avec seulement 49 % et celle de 2020 un point haut, avec 67 %.
| Election | Population en âge de voter (en milliers) | Participation (en milliers) | Participation (%) |
| -------- | ---------------------------------------- | --------------------------- | ----------------- |
| 1956     | 104 515                                  | 62 027                      | 59,3              |
| 1960     | 109 672                                  | 68 836                      | 62,8              |
| 1964     | 114 090                                  | 70 098                      | 61                |
| 1968     | 120 285                                  | 73 027                      | 60                |
| 1972     | 140 777                                  | 77 625                      | 55,1              |
| 1976     | 152 308                                  | 81 603                      | 53,6              |
| 1980     | 163 945                                  | 86 497                      | 52,8              |
| 1984     | 173 995                                  | 92 655                      | 53,3              |
| 1988     | 181 956                                  | 91 587                      | 50,2              |
| 1992     | 189 044                                  | 104 427                     | 55,2              |
| 1996     | 196 498                                  | 96 278                      | 49,0              |
| 2000     | 205 815                                  | 105 405                     | 51,2              |
| 2004     | 215 694                                  | 122 295                     | 56,75             |
| 2008     | 229 945                                  | 131 314                     | 58,2              |
| 2012     | 235 248                                  | 129 085                     | 54,87             |
| 2016     | 251 107                                  | 136 669                     | 55,7              |
| 2020     | 252 274                                  | 158 200                     | 66,77             |

## Origines
Les six premiers présidents des États-Unis sont issus de réunions (« caucus ») du Congrès, à l’échelle nationale. Cependant, à la suite de l'élection controversée de 1800, les grands électeurs chargés de désigner le président ont peu à peu été systématiquement désignés par l'assemblée de chacun des États fédérés. Ils sont une courroie de transmission, dans chaque Etat.
C'est l'époque où les Etats sont profondément divisés, avec des intérêts profondément contradictoires, en particulier sur l'esclavage. Les Etats de la Nouvelle-Angleterre sont proches culturellement et spirituellement de l'ancienne "maison-mère", l'Angleterre, où le mouvement abolitionniste est alors en plein essor, et l'esclavage est très peu répandu dans la Nouvelle-Angleterre, alors qu'il est en plein essor dans les Etats du Sud-est Le président doit alors avoir une fonction d’arbitre entre ces États, pour les rapprocher mais son mode d'élection ne parviendra pas à atténuer la force centrifuge du Sud, qui va augmenter et culminer lors de la guerre de Sécession.
Puis, à partir de 1864, les grands électeurs de chaque État ont été désignés par le suffrage universel direct de ces États et non plus par leurs assemblées. C'est ce vote direct pour désigner les grands électeurs que l'on connait sous le terme de « vote populaire ».
Si la Constitution des États-Unis — dans son article II modifié par le douzième amendement — a prévu que le président soit élu par des grands électeurs désignés État par État, et non directement par un vote populaire au niveau fédéral, c'est parce que les fondateurs de la nation ont vu dans ce processus un compromis entre l'élection directe du président par le vote populaire et son élection par le Congrès. Selon Pierre Guerlain, professeur émérite de civilisation américaine, « l'objectif du système des grands électeurs était d'éviter la domination de certains États puissants et très peuplés ».
Selon le site américain Snopes, pour qui ce type d'élection permet d'éviter que les candidats populaires dans les États très peuplés ne domine trop, les candidats démocrates tendent à être largement gagnants dans les zones urbaines fortement peuplées comme en Californie ou dans l'État de New York, tandis que les candidats républicains l'emportent dans les États moins densément peuplés.